# Струменский ботанический заказник
Струменский ботанический заказник — ботанический заказник дикорастущих лекарственных растений республиканского значения на крайнем северо-востоке Гомельской области в Кормянском районе. Создан в 1978 году. Площадь 12,3 тыс. га.
На территории заказника запрещается проведение осушительных работ, добычу торфа, пастьбу скота и сенокошение ранее сроков, обеспечивающих семенное возобновление растений, а также сбор ягод (черники, брусники и других) при помощи механических приспособлений (гребёнок, скребков, и других), наносящих ущерб будущему урожаю.
Упразднен в 2007 году.